# Port lotniczy Holy Cross
Port lotniczy Holy Cross, Holy Cross Airport (kod IATA: HCR, kod ICAO: PAHC, FAA LID: HCA) – publiczny amerykański port lotniczy obsługujący miasto Holy Cross w stanie Alaska, w obszarze Yukon-Koyukuk, leży około 1,5 km na południe od centrum miasta.
W 2007 w lotach rozkładowych z lotniska skorzystało 1551 osób, co było spadkiem o 31% w porównaniu do poprzedniego roku, kiedy liczba ta wynosiła 2244, w 2006 odprawiono 2042 podróżnych.
Port lotniczy posiada jeden żwirowy pas startowy o wymiarach 1219 × 30 m.

## Linie lotnicze i połączenia
- Frontier Alaska (Aniak, Anvik, Grayling [via Anvik])[2]